# 中央民族樂團
中央民族樂團是位在北京的中國國營大型民族管弦樂團，前身是中央樂團民族管弦樂隊，1960年組建。
中央民族樂團第1任團長李煥之，曾到美國、日本等許多國家舉行音樂會，並擁有許多位正高級職稱的創作人員（指揮、作曲）和演員（演奏員）：作曲家劉文金；胡琴家周耀錕；管樂家王鐵錘；柳琴家張鑫華；琵琶家楊靜等。而中國國家1級指揮閻惠昌和胡炳旭；台灣高雄市實驗國樂團樂團首席丁魯峰曾在團工作多年。

## 批评
中央民族乐团面临着来自多方面（海内外）的批评，乐团并没有实际促进地道的中国文化，而是在模仿西式管线乐团的模式。历史上，中国民族音乐会以独奏或是小型合奏的方式进行表演，另外，乐团的演出曲目包括有巴赫和施特劳斯的作品，美国当代歌曲像纽约，纽约，还有美国的爱国歌曲像美丽的亚美利加。最近一些年，乐团已经主要集中创作和演奏能体现中国传统文化的作品。
为了不落后西方或流行音乐的影响力，乐团和知名导演王潮歌合作创作出新的表演剧目以给传统曲目表演注入新的活力。乐团在中国以外似乎更加受到欢饮，例如，门票售罄，全体观众站立鼓掌，观众多次要求再演曲目，媒体报道。例如，2015年12月在肯尼迪艺术中心演出的主题为“重新发现中国传统音乐”的演出中，一位面对摄像机采访的观众说演出令人感动，音乐是美丽的。乐团正在用融合现代舞台和传统民族旋律的方法来吸引更多新的，热情的观众。

## 著名乐团成员
席强：中央民族乐团团长

### 艺术家-民族管弦乐队
指挥：刘沙
唢呐：牛建党，单文通，林富国，姚笛
笛子：丁晓逵，富强，陈莎莎，张 斌
笙：吴学伟，徐森，米文鹏，薛金吉
古琴：路宁
筝：缪青，张璐
琵琶：赵聪，于源春，董晓琳，孟霄
中阮：魏育茹，冯满天，刘雅婧，赵玥
大阮：张艳秋
箜篌：吴琳
柳琴：刘念念
扬琴：谌向阳，袁可
打击乐：朱建平，李子系，金函冰
中胡：蔡阳
高胡：唐峰，鲁建敏
二胡：金玥，胡焕，刘蓓，赵欣，段超，郎朗，赵耘艺，李源源
大提琴：田维扬，高 杰
贝司：

### 艺术家-民族合唱队
指挥：阎伯政，刘湘
女高音声部：龚俊莉，吴静，王紫菲，贾静思，裴长佳，杨丹妮，魏伽妮，陈笑玮，汤 佳，杨娴静，陈延杰，唐文娟，于秀娟
女中音声部：宋伶俐，杨子乐
男高音声部：张平，李春玉，肖笑，张向华，周炜，尤 龙，陈建强，谢宇鹏
男中音低音声部：刘 扬，刘松焘，李克鹏
钢琴：

### 艺术家-艺术创作中心
作曲家：姜莹，马久越，王丹红

## 演出
| 年   | 日期       | 演出城市         | 演出音乐厅                         | 活动                           | 注释                                                           | 来源                        |
| 1984 | 8.11       | 华盛顿特区       | 国家自然历史博物馆                 |                                |                                                                | 华盛顿邮报 史密森学会档案馆 |
| 1989 |            | 中国北京         | 北京音乐厅                         |                                | 与汉唐乐府乐团合作演出                                         |                             |
| 1997 | 2.19       | 麻省，伍斯特     | 力学大厅                           | 春天的梦想                     | 与马友友及其管弦乐团合作演出协奏曲                             |                             |
| 1997 | 2.20       | 纽约市           | 卡内基音乐大厅                     | 春天的梦想                     | 与马友友及其管弦乐团合作演出协奏曲                             |                             |
| 1998 | 1.27       | 奥地利维也纳     | 维也纳金色大厅                     | 农历新年音乐会                 | 陈燮阳指挥                                                     |                             |
| 2000 | 8.24       | 纽约市           | 联合国大厦大会堂                   | 中国文化交流-2000              |                                                                |                             |
| 2000 | 8.26- 8.27 | 华盛顿特区       | 艾森豪威尔剧院, 肯尼迪表演艺术中心 |                                |                                                                |                             |
| 2000 | 8.31       | 芝加哥市         | 交响乐团音乐厅, 交响乐中心         | 中央民族乐团中秋音乐会         |                                                                |                             |
| 2000 | 9.3        | 圣路易斯市       | 鲍威尔交响乐厅                     | Faces of Love Towards the East | 圣路易斯市长克拉伦斯. 哈蒙宣布2000年9月3日为中国中央民族乐团日 |                             |
| 2000 | 9.10       | 加州旧金山市     | 戴维斯交响乐厅                     |                                | 在旧金山市首演。门票售罄。观众起立鼓掌。                       |                             |
| 2000 | 9.17       | 纽约市           | 林肯中心                           | 青铜文化节                     | 马友友参与演出                                                 |                             |
| 2010 | 1.29       | 比利时布鲁塞尔市 | BOZAR艺术中心                      | Europalia 中国艺术节           | 由 Europalia 国际和中国文化部举办的音乐会                      |                             |
| 2010 | 1.30       | 法国巴黎         | 教科文组织总部                     | 中国农历新年音乐会             | 陈燮阳指挥。由于座位有限，观众需要被邀请才能出席               |                             |
| 2010 | 11.1       | 中国北京市       | 中国国家大剧院音乐厅               |                                | 陈燮阳指挥                                                     |                             |